# پرینس هال

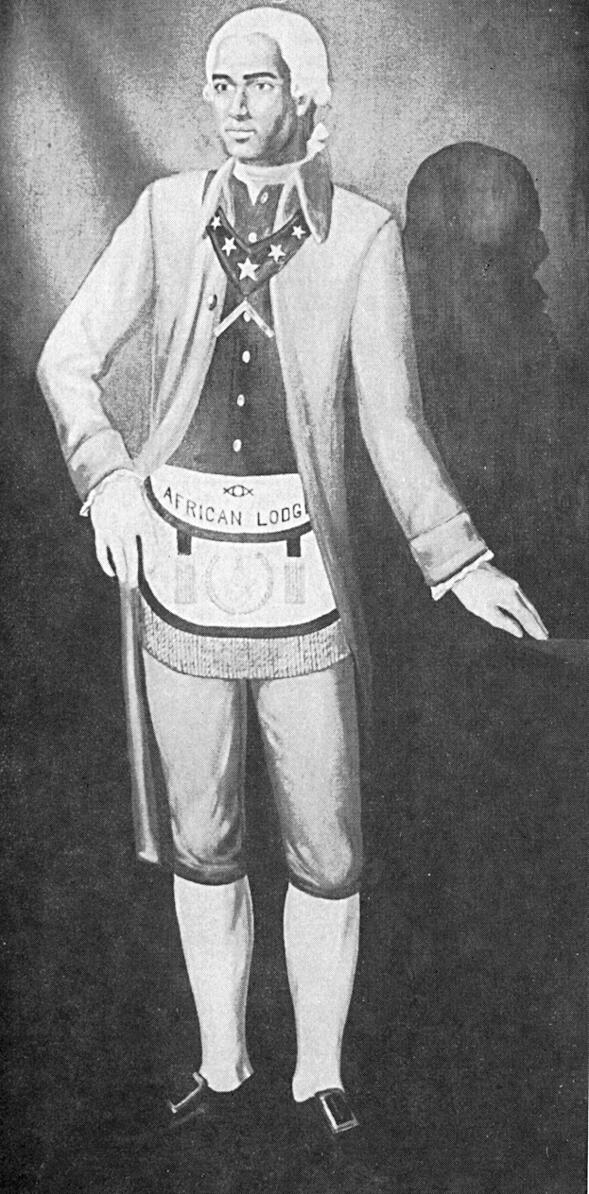
تصویری هنری از پرنس هال

شاهزاده هال (ح. 1735/8 — 1807) یک آمریکایی ابولیشنیزم و رهبر جامعه سیاه‌پوست آزاد در بوستون بود. او فراماسونری پرنس هال را تأسیس کرد و برای حقوق تحصیل برای کودکان آفریقایی آمریکایی لابی کرد. او همچنین در جنبش بازگشت به آفریقا فعال بود.

در مورد سال تولد، محل تولد، والدین و ازدواج او سردرگمی وجود دارد - حداقل تا حدودی به این دلیل است که در این دوره زمانی «تالارهای پرنس» متعددی وجود داشته‌است.

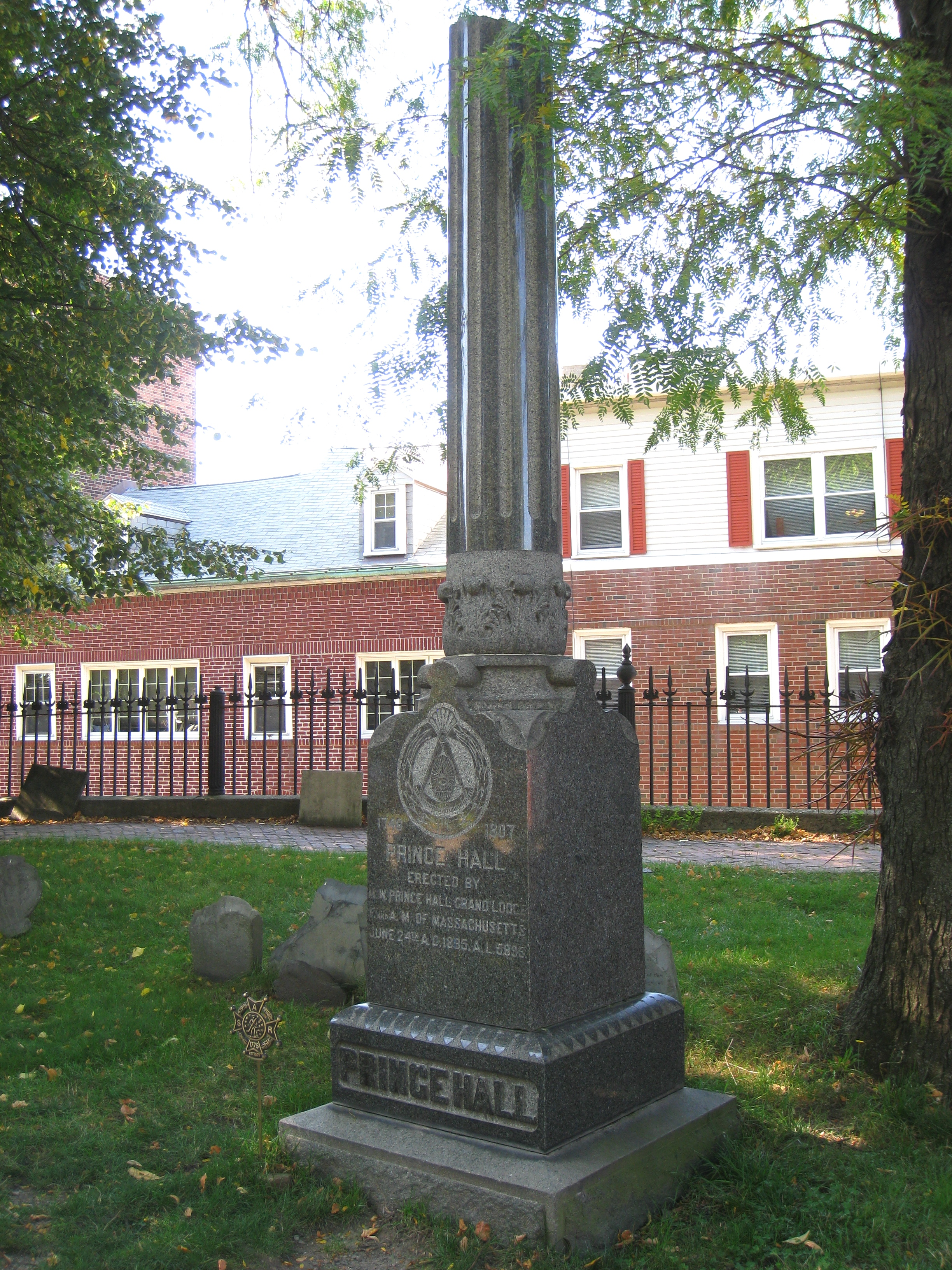
بنای یادبود شاهزاده هال در محل دفن تپه کپس
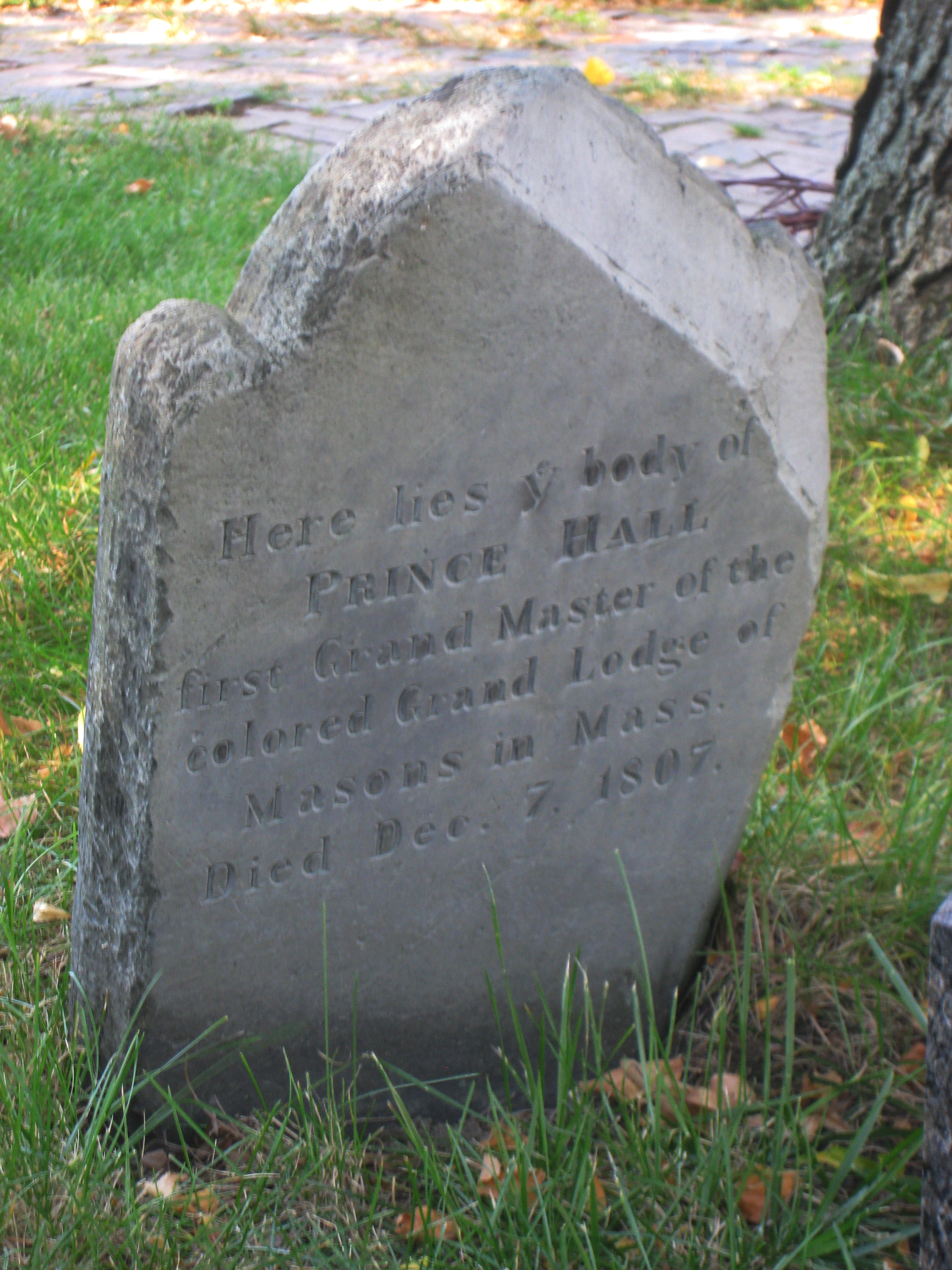
سنگ قبر شاهزاده هال در محل دفن تپه کپس